# Ноббс, Джордан
Джо́рдан Ноббс (англ. Jordan Nobbs; род. 8 декабря 1992, Стоктон-он-Тис, Кливленд) — английская футболистка, играющая на позиции центрального полузащитника в «Астон Вилле» и национальной сборной Англии. Бронзовая призёрка чемпионата мира 2015 года, трехкратная победительница Чемпионата Англии.

## Биография
Джордан Ноббс родилась 8 декабря 1992 года в английском городе Стоктон-он-Тис в семье профессионального футболиста Кейта Ноббса, который играл за «Хартлпул Юнайтед» в 1980-х, и туристического агента Керри Ноббс, имеет также брата Лиама. Благодаря своему отцу начала играть с мячом сразу же, как только научилась ходить.
В период школьных каникул Кейт Ноббс брал дочь в свои футбольные лагеря, а уже в возрасте восьми лет девушка была приглашена на просмотр в «Сандерленд», и с тех самых пор стала выступать за юниорские коллективы академии «чёрных котов» .

### Клубная карьера
С декабря 2008 года Ноббс стала игроком основы «Сандерленда», в 2009 помогла клубу дойти до финала Кубка Англии, который «чёрные коты» проиграли лондонскому клубу «Арсенал» со счётом 2:1, а в 2010 выиграла награду лучшего молодого игрока года по версии Футбольной ассоциации Англии.
В августе 2010 года, в семнадцатилетнем возрасте, Джордан подписала контракт с «Арсеналом», с тех пор став важным игроком клуба. Позже одной из причин перехода в стан «канониров» футболистка называла непопадание «Сандерленда» в Женскую Суперлигу. Дебютный матч за «канониров» Ноббс провела в сентябре 2010 года в Лиге чемпионов УЕФА, в то же время она продолжала играть за «Сандерленд» в Премьер-лиге, ожидая начала первого сезона Женской суперлиги ФА в апреле 2011 года, чтобы сыграть за «Арсенал» в новообразованном Чемпионате Англии.
В сезоне 2011 года Джордан выиграла требл с «Арсеналом»: Кубок Англии, в финале которого лондонский клуб одержал победу над «Бристоль Академи» со счётом 2:0, чемпионат Англии и Кубок Английской Лиги, в финале обыграв «Бирмингем Сити» со счётом 4:1. В Лиге чемпионов «канониры» остановились на стадии 1/2 финала, проиграв лионскому «Олимпику» по сумме двух встреч со счётом 5:2.
Сезон 2012 года Ноббс с «Арсеналом» завершила на первом месте в турнирной таблице Чемпионата Англии, не проиграв ни одного матча за весь турнир, в 13 матчах которого принимала участие и Джордан, забившая 5 мячей, вдобавок выиграла Кубок Английской Лиги, в финальном поединке которого «Арсенал» обыграл «Бирмингем Сити» со счётом 1:0.
За следующие два сезона, проведённые в составе лондонского клуба, Джордан выиграла ещё два Кубка Англии и Кубок Английской Лиги.

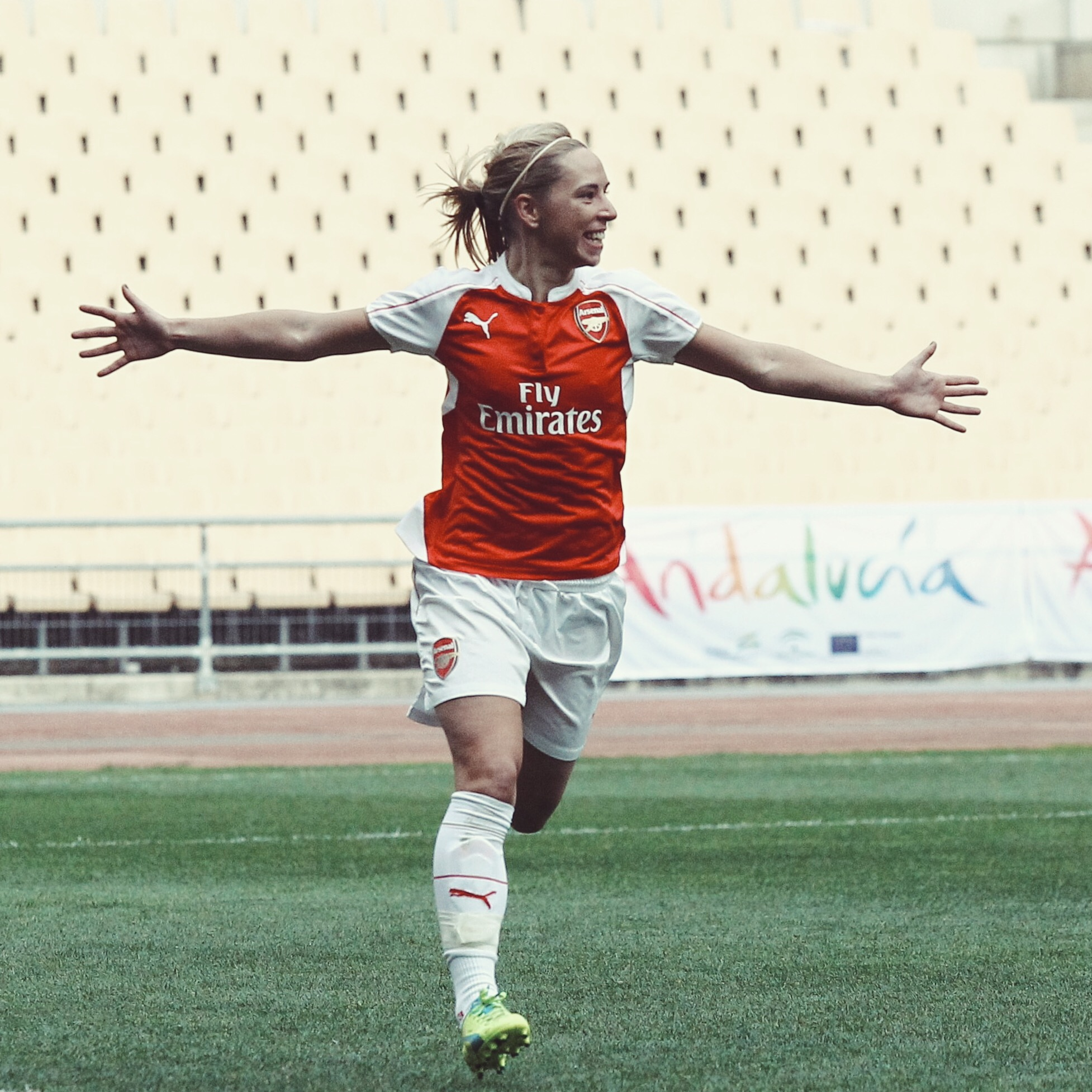
Ноббс в 2016 году

В январе 2015 года стало известно, что Ноббс подписала новый контракт с «Арсеналом», который также продлила в мае 2018 года. В ноябре 2016 года названа «Лучшим игроком года» по версии Футбольной ассоциации Англии, которая вручается лучшему игроку сборной Англии.
За период с 2015 по 2018 год футболистка выиграла с командой ещё один Кубок Англии и два Кубка Английской Лиги. 18 ноября 2018 года, в матче Чемпионата Англии против «Эвертона», получила разрыв крестообразной связки колена, что стало причиной пропуска спортсменкой чемпионата мира 2019 во Франции.

### Сборная
Джордан Ноббс играла со сборными Англии всех уровней. Ещё в возрасте 12 лет, девушку призвали в сборную игроков до 15 лет, а в 14 лет стала капитаном сборной игроков до 17 лет, со сборной до-19 стала чемпионкой Европы и серебряным призёром Чемпионата Европы-2010 среди девушек до 19 лет.
С 2013 года играет за первую сборную страны. 6 марта 2013 сыграла свой дебютный матч против сборной Италии на международном турнире - Кубок Кипра, на 7' минуте которого отличилась забитым мячом. Была включена в заявку сборной Англии на Чемпионат Европы 2013, став самым молодым игроком команды, но весь турнир провела в роли запасного игрока, на поле не выходила, в то время как сборная, под руководством Хоуп Пауэлл, провалила выступление на чемпионате, не сумев пройти групповой этап.

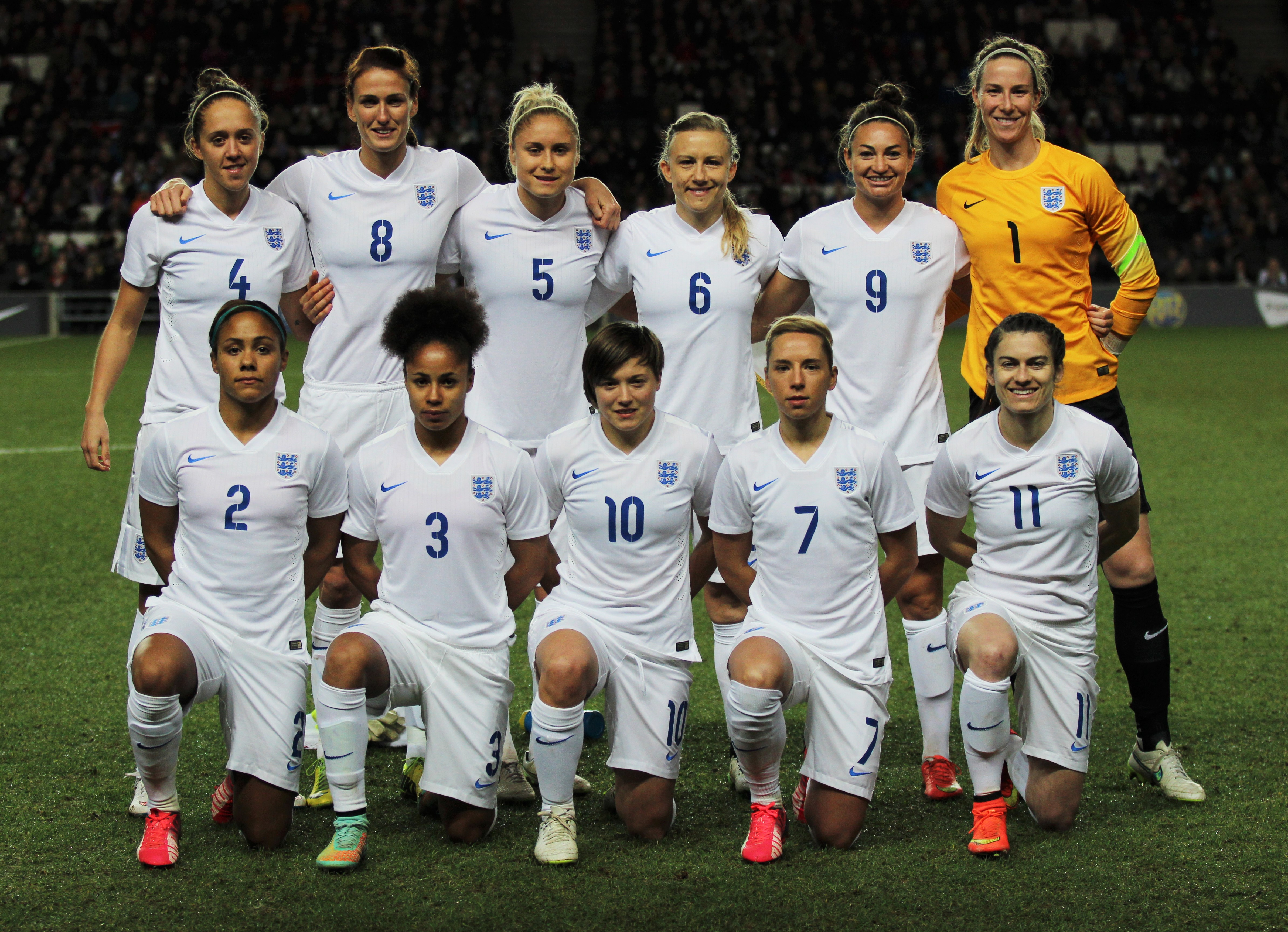
2015. Сборная перед матчем с США (Джордан - нижний ряд, вторая справа)

С 2015 года стала вице-капитаном сборной Англии.
На первенстве мира 2015 года, где выиграла с командой бронзовые медали, из-за травмы подколенного сухожилия, сыграла на турнире только один матч против сборной Колумбии.
В отборочном турнире к чемпионату Европы 2017 года английская сборная провела восемь беспроигрышных матчей, в пяти из них Джордан принимала непосредственное участие. Будучи одним из фаворитов Чемпионата Европы 2017 года, сборная Англии завершила его проигрышем на стадии 1/2 финала хозяйке турнира сборной Нидерландов. В пяти матчах, сыграных Ноббс на турнире, полузащитница забила один мяч у ворота сборной Шотландии и отдала одну результатывную передачу.
Джордан сохранила место в сборной Англии и после увольнения Марка Сэмпсона с поста главного тренера, на место которого был назначен экс-игрок «Манчестер Юнайтед» Фил Невилл.

## Стиль игры
Джордан преимущественно выступает в роли центрального полузащитника, но способна играть на любой позиции в полузащите, классический бокс-ту-бокс, техничная, с прекрасным видением поля и физической выносливостью, отличная культура паса, как коротких, так и длинных передач.

## Достижения

### Клубные
Сандерленд:
- Финалистка Кубка Англии: 2008/09

Арсенал:
- Победительница Чемпионата Англии (3): 2011, 2012, 2018/19
- Обладательница Кубка Англии (4): 2010/11, 2012/13, 2013/14, 2015/16
  - Финалистка Кубка Англии: 2017/18
- Обладательница Кубка Английской Лиги (5): 2011, 2012, 2013, 2015, 2017/18
  - Финалистка Кубка Английской Лиги: 2018/19

### В сборной
- Серебряная призёрка чемпионата мира: 2023
- Бронзовая призёрка чемпионата мира: 2015
- Полуфиналистка чемпионата Европы: 2017

### Личные
- Игрок года по версии Футбольной ассоциации Англии: 2016
- Член команды года Чемпионата Англии (2): 2013/14[32], 2016/17[33]
- Номинация на награду Игрок года по версии Профессиональной ассоциации футболистов: 2013/14

## Статистика выступлений
Статистика приведена по состоянию на 18 октября 2018
Источники: Статистика выступлений взята с источника:
| Клуб             | Сезон            | Чемпионат страны | Чемпионат страны | Кубок страны | Кубок страны | Еврокубки | Еврокубки | Итого | Итого |
| Клуб             | Сезон            | Игры             | Голы             | Игры         | Голы         | Игры      | Голы      | Игры  | Голы  |
| Арсенал          | 2010             | 0                | 0                | 0            | 0            | 4         | 1         | 4     | 1     |
| Арсенал          | 2011             | 12               | 1                | 0            | 0            | 8         | 3         | 20    | 4     |
| Арсенал          | 2012             | 13               | 5                | 4            | 1            | 7         | 2         | 24    | 8     |
| Арсенал          | 2013             | 14               | 6                | 5            | 2            | 8         | 5         | 27    | 13    |
| Арсенал          | 2014             | 9                | 5                | 5            | 0            | 0         | 0         | 14    | 5     |
| Арсенал          | 2015             | 7                | 1                | 5            | 2            | 0         | 0         | 12    | 3     |
| Арсенал          | 2016             | 14               | 4                | 3            | 0            | 0         | 0         | 17    | 4     |
| ---------------- | ---------------- | ---------------- | ---------------- | ------------ | ------------ | --------- | --------- | ----- | ----- |
| Арсенал          | 2017-2018        | 25               | 7                | 7            | 4            | 0         | 0         | 32    | 11    |
| Арсенал          | 2018-2019        | 8                | 9                | 2            | 0            | 0         | 0         | 10    | 9     |
| Арсенал          | Итого            | 102              | 38               | 31           | 9            | 27        | 11        | 160   | 58    |
| Итого за карьеру | Итого за карьеру | 102              | 38               | 30           | 9            | 27        | 11        | 160   | 58    |